# Sveti Grgur (otok)
Sveti Grgur (književno: domaće čakavski je Šagargur) otok je u Hrvatskoj, u Jadranskom moru. Površina otoka je 6,38 km2, a duljina obalne crte 14,5 km,. Najviši vrh je Štandarac (225 metara).

## Zemljopis
| Krk Prvić Sv. Grgur Goli otok Rab Lukovo |

Nalazi se između Raba i Krka. Najbliži otok mu je Rab, udaljen manje od 700 metara prema jugozapadu, a najbliže naselje mu je luka Lopar na Rabu. Ostali bliski otoci su Goli otok (1,7 km jugoistočno), Prvić (3,3 km sjeveroistočno) i Krk (5,6 km sjeverno). Od kopna, točnije od poluotoka Malta kod Lukova, je udaljen 8 km. Najsjevernija točka je stjenoviti rt Kosaća, a najzapadnija niski rt Plitvac.
Osim klisurastih sjevernih padina, najveći dio otoka je zarastao tvrdolisnom makijom i to je na Jadranu najsjeverniji zimzeleni otok mediteranskog izgleda. Danas je nenastanjen, a u sjeverozapadnoj uvali Sv. Grgur ima ruševnih zgrada i lučko pristanište Porat. Ranije se na otoku kopao boksit, a u novije doba je taj otok iznajmljen kao lovište jelena lopatara.

## Povijest
Sv.Grgur je bio poznat i na srednjovjekovnim kartama gdje je zapisan pod starijim imenom Arta. Od najranijih vremena, Rabljani su dovodili na Sv. Grgur napasati ovce.
Od 1948. pa do 1988. godine na njemu je bio kazneno-popravni dom za žene.

## Vanjske poveznice
|  | Zajednički poslužitelj ima još gradiva o temi Sveti Grgur (otok) |

- Pogled s Velebita na otoke Sveti Grgur (u središnjem dijelu iza Golog otoka,šumovit), Goli, Rab, Prvić i Krk na sjeveru, Pag na jugu  Arhivirana inačica izvorne stranice od 5. ožujka 2016. (Wayback Machine)